# Purkersdorf
Purkersdorf est une municipalité autrichienne à proximité de Vienne. Elle compte environ 8 200 habitants.

## Particularités
Le luxueux sanatorium de Purkersdorf, tenu par le célèbre médecin viennois Victor Zuckerkandl, a été créé par Josef Hoffmann et ses Ateliers viennois (Wiener Werkstätte) vers 1904.

## Jumelages
- Bad Säckingen (Allemagne)
- Sanary-sur-Mer (France)
- Göstling an der Ybbs (Autriche)